# Долно-Новково
Долно-Новково (болг. Долно Новково) — село в Болгарии. Находится в Тырговиштской области, входит в общину Омуртаг. Население составляет 155 человек (2022).

## Политическая ситуация
В местном кметстве Долно-Новково, в состав которого входит Долно-Новково, должность кмета (старосты) исполняет Касим Мусов (независимый) по результатам выборов.
Кмет (мэр) общины Омуртаг — Неждет Джевдет Шабан Движение за права и свободы (ДПС)) по результатам выборов.